# Варіант (біологія)
У мікробіології та вірусології термін варіант або «генетичний варіант» використовується для опису підтипу мікроорганізму, який генетично відрізняється від основного штаму, але недостатньо відрізняється, щоб називати його окремим штамом. Подібне розрізнення в ботаніці проводиться між різними культивованими рослинами виду, які називаються сортами.
У 2012 році було сказано, що «у вірусологічному співтоваристві не існує загальновизнаного визначення термінів „штам“, „варіант“ та „ізоляція“, і більшість вірусологів просто копіюють використання термінів з інших». Відсутність точного визначення залишалася і станом на 2020 рік; у контексті версії варіант, що викликає занепокоєння 202012/01/01 вірусу SARS-CoV-2 на вебсайті Центрів з контролю та профілактики захворювань у США (CDC) було зазначено: «На даний момент в контексті цього варіанту терміни „варіант“, „штам“ та „походження“ зазвичай використовуються як взаємозамінні в науковому співтоваристві».